# ゴンサロ・ベルナルド・イナシオ
ゴンサロ・ベルナルド・イナシオ（Gonçalo Bernardo Inácio，2001年8月25日 - ）は、ポルトガル・セトゥーバル県アルマダ出身のサッカー選手。プリメイラ・リーガ・スポルティングCP所属。ポルトガル代表。ポジションはディフェンダー。

## 経歴

### クラブ
セトゥーバル県アルマダで生まれ、地元のアルマダACというクラブを経て、スポルティングCPに加入した。2018年1月13日、16歳の時に初のプロ契約を締結した 。
2020年7月6日、プリメイラ・リーガのモレイレンセFC戦でトップチームに初招集を受けたが、この試合は出場機会が無かった。10月4日、ポルティモネンセSC戦でズハイル・フェダルとの交代で途中出場し、プロデビューを果たした。2021年3月20日、ヴィトーリアSCではヘディングシュートから初ゴールを挙げた 。

### 代表
2023年3月23日、UEFA EURO 2024予選のリヒテンシュタイン代表戦でA代表初出場。

## タイトル

### クラブ
スポルティングCP
- プリメイラ・リーガ: 2020-21, 2023-24 , 2024-2025
- タッサ・デ・ポルトガル：2024-2025
- タッサ・ダ・リーガ: 2020-21[7], 2021-22
- スーペルタッサ・カンディド・デ・オリベイラ : 2021